# Rahewin
Rahewin (*? – před 1177?) byl německý zapisovatel a notář biskupa Oty z Freisingu, známý především svou práci na pokračování Otova díla Gesta Friderici (Činy Fridricha, německy Taten Friderichs).

## Život a dílo
O jeho původu se nedochovalo mnoho informací, snad pocházel z Freisingu, v díle Gesta Friderici o tomto městě píše jako o patria mea (rodném městě). V roce 1144 je poprvé zmíněn jako Otův cartularius (listinný zapisovatel). Následující dokumenty jej uvádějí jako capellanuse a notariuse, od roku 1156 také jako kanovníka Freisingské katedrály. V početných listinách se o něm hovoří jako o zapisovateli nebo svědkovi, přičemž se jeho jméno objevuje v rozličných variantách, např. Ragewinus, Radevicus, Reguinus, Rachwynus a mnoho dalších. 
Pro Otu z Freisingu zapsal jeho nejznámější dílo Chronica sive Historia de duabus civitatibus a odevzdali jej společně s opatem Rapotem z Weihenstephan v roce 1157 císaři Fridrichovi Barbarossovi. Otu z Freisingu doprovázel na cestách a byl také při jeho smrti v září 1158 v cisterciáckém klášteře Morimond. Oto jej před smrtí pověřil dokončením práce na Gesta Friderici. Rahewin pravděpodobně přinesl císaři zprávu o Otově smrti a ten mu potvrdil jeho úkol. 
Do roku 1160 Rahewin dokončil III. a IV. knihu Gesta Friderici. Zaznamenal události v časovém rozpětí od srpna 1157 (Barbarossovo tažení proti Polsku), do února 1160 (Synoda v Pavii, kde mělo být vyřešeno papežské schizma mezi papežem Alexandrem III. a vzdoropapežem Viktorem IV.)
Věnoval se také latinské poezii, včetně legendy o Theopilovi, Paula Diacona obsahující několik set nerýmovaných veršů – v tzv. hexametru a také Flosculus Rahewini ad H. praepositum. V Činech Fridrichových byly mimo jiné zahrnuty i dva epitafy pro Otu z Freisingu, jeden ve vagantské strofě a druhý v rýmovaném hexametru.
O jeho životě po roce 1160 je velmi málo informací. Dva písemné prameny z kláštera Schäftlarn z let 1168 a 1170 jej uvádějí jako probošta kolegiátní kapituly v St. Veit. V roce 1177 byl proboštem v St. Veit jmenován Konrád, takže Rahewin už v tu dobu musel být po smrti. 